# Стенлі (округ, Південна Дакота)
Шаблон:StateAbbr_ 44°24′ пн. ш. 100°45′ зх. д. / 44.4° пн. ш. 100.75° зх. д.
Округ  Стенлі (англ. Stanley County) — округ (графство) у штаті  Південна Дакота, США. Ідентифікатор округу 46117.

## Історія
Округ утворений 1873 року.

## Демографія
За даними перепису 2000 року загальне населення округу становило 2772 осіб, зокрема міського населення було 1747, а сільського — 1025. Серед мешканців округу чоловіків було 1397, а жінок — 1375. В окрузі було 1111 домогосподарств, 775 родин, які мешкали в 1277 будинках. Середній розмір родини становив 2,98.
Віковий розподіл населення поданий у таблиці:
| Стать    | До 15 років | 15-21 | 22-29 | 30-39 | 40-49 | 50-65 | 65-85 | Понад 85 |
| -------- | ----------- | ----- | ----- | ----- | ----- | ----- | ----- | -------- |
| Чоловіки | 318         | 139   | 104   | 201   | 229   | 257   | 138   | 11       |
| Жінки    | 288         | 117   | 117   | 212   | 214   | 271   | 135   | 21       |

## Суміжні округи
- Дьюї — північ
- Саллі — північний схід
- Г'юз — схід
- Лайман — південний схід
- Джонс — південь
- Хокон — захід
- Зібек — північний захід

## Виноски
1. ↑  US Decennial Census. US Census Bureau. Архів оригіналу за 12 травня 2015. Процитовано 28 березня 2015.
2. ↑  Historical Census Browser. University of Virginia Library. Архів оригіналу за 11 серпня 2012. Процитовано 28 березня 2015.
3. ↑  Forstall, Richard L., ред. (27 березня 1995). Population of Counties by Decennial Census: 1900 to 1990. US Census Bureau. Архів оригіналу за 28 грудня 2008. Процитовано 28 березня 2015.
4. ↑  Census 2000 PHC-T-4. Ranking Tables for Counties: 1990 and 2000 (PDF). US Census Bureau. 2 квітня 2001. Архів оригіналу (PDF) за 18 грудня 2014. Процитовано 28 березня 2015.
5. ↑  State & County QuickFacts. Бюро перепису населення США. Архів оригіналу за 20 липня 2011. Процитовано 28 листопада 2013. [Архівовано 2011-06-07 у Wayback Machine.](англ.) Наведено за англійською вікіпедією.
6. ↑  American FactFinder. Бюро перепису населення США. Архів оригіналу за 26 лютого 2012. Процитовано 31 січня 2008. [Архівовано 2008-05-21 у Wayback Machine.]

| США | Це незавершена стаття з географії США. Ви можете допомогти проєкту, виправивши або дописавши її. |